# Quintus Caedicius
Quintus Caedicius († 256 v. Chr.) war ein römischer Politiker während des Ersten Punischen Krieges.
Er war vermutlich der Sohn des Konsuls von 289, Quintus Caedicius Noctua. Vielleicht ist er identisch mit dem Militärtribun Quintus Caedicius, der nach Cato 258 auf Sizilien das Heer des Konsuls Aulus Atilius Caiatinus durch eine List aus höchster Gefahr rettete. Caedicius wurde 256 zusammen mit Lucius Manlius Vulso Longus zum Konsul gewählt, starb aber bereits bald darauf. Suffektkonsul wurde an seiner statt Marcus Atilius Regulus. Mit seinem Tod verschwand die gens Caedicia in der Bedeutungslosigkeit.